# Platystoma arcuatum
Platystoma arcuatum is een vliegensoort uit de familie van de Platystomatidae. De wetenschappelijke naam van de soort is voor het eerst geldig gepubliceerd in 1856 door Loew.